# アリアーヌ・ムヌーシュキン

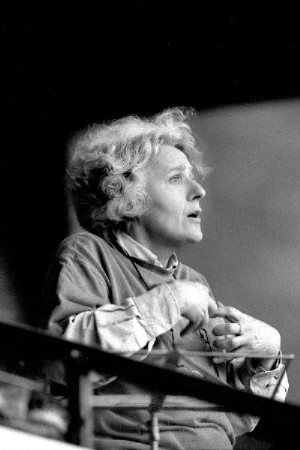
アリアーヌ・ムヌーシュキン (2007)

アリアーヌ・ムヌーシュキン（Ariane Mnouchkine、1939年5月3日 - ）は、フランスの女性演出家、映画監督。太陽劇団を率いる。

## 人物
ロシア人の映画制作者アレクサンドル・ムヌーシュキンと、イギリス人の母の娘としてパリで生まれる。父は娘の名と同じアリアーヌ・フィルムを設立した。
オックスフォード大学で心理学を学ぶ中、オールド・ヴィック座でシェイクスピア劇に触れ演劇の道に入る。フランスに帰国後、ジャック・ルコック国際演劇学校に学び、ソルボンヌの古代劇研究会に所属する。ギリシャ劇の上演に女性の活躍する場が無かったことから、1960年に演劇集団A.T.E.P.(Association théâtrale des étudiants de Paris)を結成し、アンリ・ボーショーの『ジンギスカン』を初演出する。また、面識の無かったジャン＝ポール・サルトルから資金援助を受け、ロルカの『血の婚礼』を上演した。1962年にA.T.E.P.を解散し、日本とカンボジアで東洋演劇を学ぶ。
1964年にA.T.E.P.のメンバーを中心に太陽劇団を設立。旗揚げ公演はゴーリキーの『小市民』だった。興行は立ち上げ後しばらくの間低迷したが、1967年にモンマルトルで上演したアーノルド・ウェスカーの『調理場』が話題となり、名の知れた前衛劇団のひとつとなった。メンバーの合資によって立ち上げられた太陽劇団は、当時のフランス演劇界にとって革新的である、裏方と表方の区別を無くし全てのメンバーが平等に活動する原則を掲げた。コメディア・デラルテの手法を用いるなど多様な演劇的実験と、スペクタクル的で大がかりな舞台で知られ、革命劇「一七八九年」などのほか、モリエールやシェイクスピアの作品を上演する。
1978年にムヌーシュキンが脚本・監督を務めた映画『モリエール』をクロード・ルルーシュの製作で取り組み、そのダイナミックな作風が絶賛された。
また『偽証の都市、あるいは復讐の女神たちの甦り』などエレーヌ・シクスーの台本の舞台にも取り組んだ。

## 主な受賞歴
- 2009年 国際イプセン賞
- 2017年 ゲーテ賞
- 2019年 京都賞思想・芸術部門

## 参考書籍
- 『道化と革命　太陽劇団の日々』佐伯隆幸編訳 晶文社 1976